# Усачёв, Андрей Александрович
Андрей Александрович Усачёв (29 апреля 1986 года, Орск, Оренбургская область, РСФСР) — российский футболист, защитник.

## Карьера
Воспитанник московского «Локомотива», за который выступал до 2005 года. С 2003 года был игроком дублирующего состава. В 2006 году перешёл в литовский клуб «Ветра». В 2006 году помог команде стать бронзовыми призёрами национального чемпионата. В 2007 году, переехав в «КАМАЗ», вернулся в Россию, но сыграв 2 матча за клуб, перешёл в «МВД России». В 2009 году играл за оренбургский «Газовик». В 2010 году вернулся в «Ветру». В единственном сезоне за клуб, помог команде выйти в финал национального кубка. После распада клуба перешёл в польский клуб «Вигры», не доиграв сезон, вернулся в Литву, на этот раз в клуб «Банга». В 2012 году, выступая за «Кызылкум», сыграл 3 матча в чемпионате Узбекистана.